# Marie Robertson (militante)
Pour les articles homonymes, voir Robertson.
 (octobre 2020).
Le contenu est difficilement compréhensible vu les erreurs de traduction, qui sont peut-être dues à l'utilisation d'un logiciel de traduction automatique.
Marie Robertson, née en 1952 à Hamilton en Ontario, est une militante des droits des personnes LGBT canadienne. Robertson est cofondatrice de plusieurs organismes LGBT et conseillère pour le comité du SIDA de Toronto. En 2002, son portrait est intronisé au panthéon de la Canadian Lesbian and Gay Archives et elle est également intronisée au Q Hall of Fame Canada en 2013.

## Biographie
Marie Robertson est née en 1952 à Hamilton, Ontario, dans une famille de la classe ouvrière. Après ses études secondaires, elle  étudie au Hamilton Teachers' College et à l'Université McMaster. Elle a fréquenté également les établissements de l'Université de Waterloo, l'Université Ryerson et le Collège Algonquin. Robertson déménage à Ottawa en 1976, après un bref moment à London en Ontario.
Robertson commence sa carrière de militante LGBT en cofondant le mouvement de libération des homosexuels de Hamilton McMaster dans les années 1970. En 1974, durant ses études à l'Université de Waterloo, elle est l'objet de discrimination par son propriétaire sur la base de son orientation sexuelle. L'incident a lieu avant que les gais et lesbiennes aient une protection des droits humains dans la province de l'Ontario. En dépit de ne pas avoir de fondement juridique pour démarrer la poursuite, ses amis et elle lancent une campagne médiatique à l'encontre du propriétaire. 
En 1975, Robertson lance la Coalition pour les lesbiennes et les droits des homosexuels en Ontario après la perte de l'affaire devant la Commission ontarienne des droits de la personne à l'encontre de son propriétaire. Elle déménage à Ottawa en 1976, où elle est active dans Gays of Ottawa et où elle et d'autres lesbiennes créent le Lesbians of Ottawa Now (LOON). Lors de son déménagement à Ottawa, elle travaille dans le service civil pour le Ministère de l'Énergie, des Mines et des Ressources.
En 1984, elle déménage à Toronto où elle rejoint l'équipe de bénévoles du Comité du SIDA de Toronto, comme employée conseillère en 1987 et où elle travaille jusqu'en 1993. Après avoir quitté le Comité du SIDA, Robertson fait carrière en tant que conseillère en pratique privée. Lors de son retour à Ottawa en 2004, elle cofonde la Lesbian Information Xchange en 2005 et l'Ottawa Senior Pride Network en 2008.

## Distinctions et honneurs
- 1994 : Canadian Lambda Award for Excellence in Human Rights
- 2002 : Canadian Lesbian and Gay Archives[4]
- 2013 : Q Hall of Fame Canada[5]